# Demansia flagellatio
Espèce
Demansia flagellatio est une espèce de serpents de la famille des Elapidae.

## Répartition
Cette espèce est endémique du Queensland en Australie. Elle se rencontre dans la région de Mount Isa.

## Description
L'holotype de Demansia flagellatio, un mâle adulte, mesure 535 mm dont 158 mm pour la queue. Son dos est brun olivâtre ou brun jaune et présente un collier composé de trois bandes successivement jaune, brun olive et jaune. Sa face ventrale est jaune ou gris brunâtre clair.

## Étymologie
Malgré l'absence d'explication de la part de Wells et Wellington quant à ce choix, il est probable que son nom d'espèce, du latin flagellare, « fouetter », fait référence au nom vernaculaire anglais donné à ces espèces, whipsnake, « serpent-fouet ».

## Publication originale
- Wells & Wellington, 1985 : A classification of the Amphibia and Reptilia of Australia. Australian Journal of Herpetology, Supplemental Series, vol. 1, p. 1-61 (texte intégral).